# Нова Весь-Квідзинська
Нова Весь-Квідзинська (пол. Nowa Wieś Kwidzyńska, нім. Neudorf) — село в Польщі, у гміні Квідзин Квідзинського повіту Поморського воєводства.
У 1975-1998 роках село належало до Ельблонзького воєводства.